# Erik Gudbranson
Erik Gudbranson (ur. 7 stycznia 1992 w Ottawie) – kanadyjski hokeista występujący na pozycji obrońcy w Pittsburgh Penguins z National Hockey League (NHL).

## Kariera
Erik Gudbranson został wybrany przez Florida Panthers z numerem 3. w NHL Entry Draft 2010. W lipcu 2011 zawodnik podpisał 3-letni entry-level contract z drużyną z Florydy. W lipcu 2014 strony doszły do porozumienia w sprawie przedłużenia kontraktu Gudbransona o dwa lata. W maju 2016 strony uzgodniły warunki rocznego kontraktu, jednak jeszcze tego samego miesiąca Pantery oddały Gudbransona oraz wybór w piątej rundzie NHL Entry Draft 2016 do Vancouver Canucks. W transakcji drużyna z Florydy pozyskała Jareda McCanna oraz wybory w drugiej i czwartej rundzie draftu 2016. Operacja nadgarstka zmusiła zawodnika do przedwczesnego zakończenia sezonu 2016–17, w którym zdołał zaliczyć 30 występów. W czerwcu 2017 przedłużył o kolejny rok kontrakt z Vancouver Canucks, na mocy którego zarobił 3,5 mln dol. W lutym 2018 ponownie przedłużył kontrakt z Canucks – w ciągu trzech lat zawodnik ma zarobić 12 mln dol.

## Statystyki

### Sezon zasadniczy i play-off
| 2007–08     | Ottawa Jr. 67's Min. Midg. AAA | OEMHL       | 70  | 15 | 40 | 55 | 118 | —  | — | — | — | —  |
| 2008–09     | Kingston Frontenacs            | OHL         | 63  | 3  | 19 | 22 | 69  | —  | — | — | — | —  |
| 2009–10     | Kingston Frontenacs            | OHL         | 41  | 2  | 21 | 23 | 68  | 7  | 1 | 2 | 3 | 6  |
| 2010–11     | Kingston Frontenacs            | OHL         | 44  | 12 | 22 | 34 | 105 | 5  | 1 | 3 | 4 | 10 |
| 2011–12     | Florida Panthers               | NHL         | 72  | 2  | 6  | 8  | 78  | 7  | 0 | 0 | 0 | 8  |
| 2012–13     | Florida Panthers               | NHL         | 32  | 0  | 4  | 4  | 47  | —  | — | — | — | —  |
| 2012–13     | San Antonio Rampage            | AHL         | 2   | 0  | 0  | 0  | 2   | —  | — | — | — | —  |
| 2013–14     | Florida Panthers               | NHL         | 65  | 3  | 6  | 9  | 114 | —  | — | — | — | —  |
| 2014–15     | Florida Panthers               | NHL         | 76  | 4  | 9  | 13 | 58  | —  | — | — | — | —  |
| 2015–16     | Florida Panthers               | NHL         | 64  | 2  | 7  | 9  | 49  | 6  | 0 | 0 | 0 | 2  |
| 2016–17     | Vancouver Canucks              | NHL         | 30  | 1  | 5  | 6  | 18  | —  | — | — | — | —  |
| 2017–18     | Vancouver Canucks              | NHL         | 52  | 2  | 3  | 5  | 35  | —  | — | — | — | —  |
| NHL łącznie | NHL łącznie                    | NHL łącznie | 391 | 14 | 40 | 54 | 399 | 13 | 0 | 0 | 0 | 10 |

### Międzynarodowe
| Rok                | Drużyna            | Turniej            | Wynik              | M  | G | A | Pkt | Min |
| ------------------ | ------------------ | ------------------ | ------------------ | -- | - | - | --- | --- |
| 2009               | Canada Ontario     | U17                | 1st                | 6  | 2 | 2 | 4   | 0   |
| 2009               | Kanada             | MŚ U18             | 4                  | 6  | 1 | 3 | 4   | 0   |
| 2010               | Kanada             | MŚ U18             | 7                  | 6  | 0 | 1 | 1   | 4   |
| 2011               | Kanada             | MŚJ                | 1st                | 7  | 3 | 2 | 5   | 4   |
| 2014               | Kanada             | MŚ                 | 5                  | 8  | 1 | 0 | 1   | 6   |
| Juniorskie łącznie | Juniorskie łącznie | Juniorskie łącznie | Juniorskie łącznie | 25 | 6 | 8 | 14  | 8   |
| Seniorskie łącznie | Seniorskie łącznie | Seniorskie łącznie | Seniorskie łącznie | 8  | 1 | 0 | 1   | 6   |